# U*指数法
U*指数法是一种力流（力的路径）的计算方法，属近年来新兴的计算方法，这个方法已经在汽车工业界得到了实际应用。U*指数又称为力的传递指数。在一个受力结构中，力总是沿着刚度最大的路线传递，而U*就是反应结构内部刚度的指数。在力流分析中，结构各点的U*指数可以被计算出来，然后连接最大的U*值的那条线称为力的传递的主要路径。这条线也正是U*分布图中的脊线。U*指数所计算的力的路径是基于对结构刚度的分析，所以不受应力集中现象的影响。

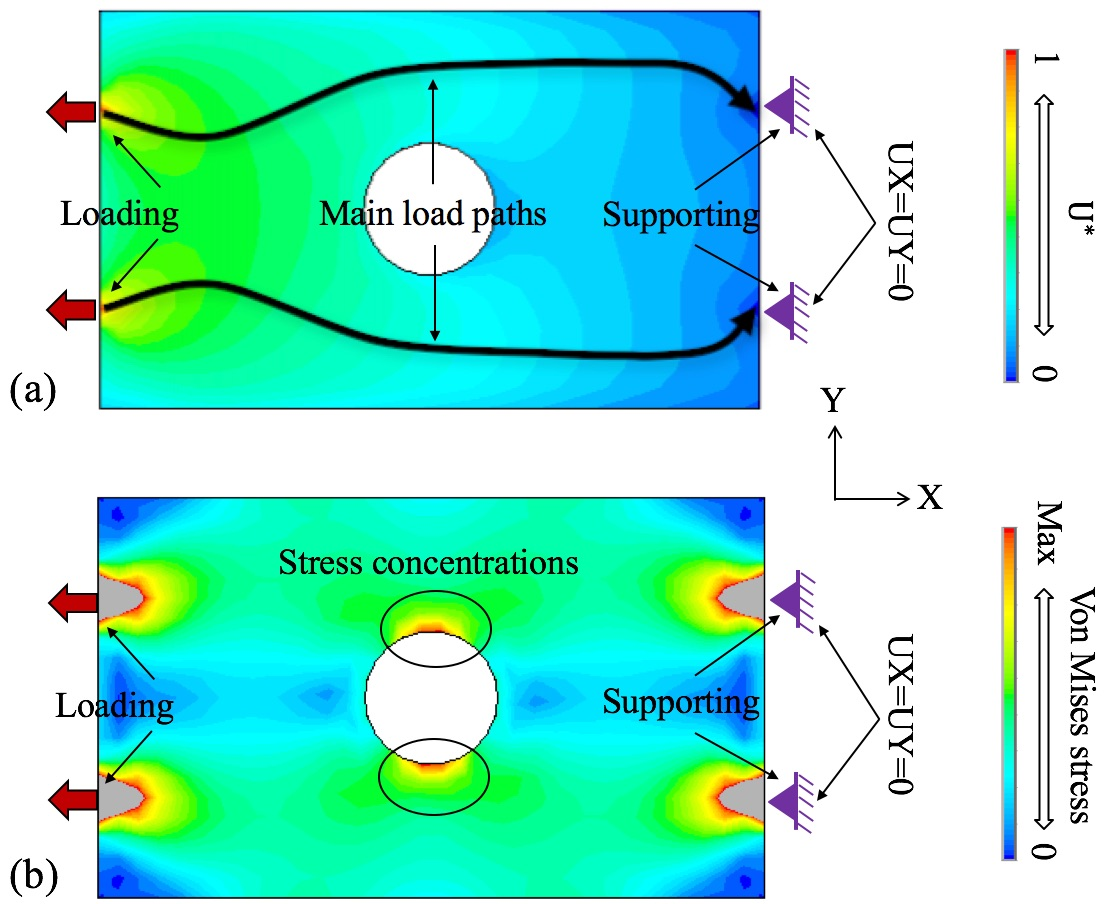
a]: load paths based on U* index; b]: stress concentration makes the load paths analysis difficult.

右图a显示了U*指数分布以及力的主要传递路径，图b则为Von Mises Stress分布。从图b可以看出在中间的孔的附近发生了应力集中现象，但很显然力应该在结构内部的材料中传播而不是这个没有材料的孔。所以在相对复杂的汽车或航天结构中，应力集中现象会对力的传递的分析造成负面的影响。
由于U*指数可以反映结构的内部刚度，一系列结构分析与优化的方法随之被提出并且被本田和日产这样的汽车厂商所应用。    